# Абу Ајуб ел Ансари
Абу Ајуб ел Ансари (преминуо 674. ) — рођен као Халид бин Зајд бин Кулајб у Јахтрибу — је потицао из племена Бану Наџар и био је блиски пратилац (арапски: الصحابه, сахаба) Мухамеда. Име је добио по библијском Јову. Абу Ајуб је био један од Ансара (арапски: الانصار, што значи помагачи, помоћници или покровитељи) ране муслиманске историје или они који су подржали Мухамеда након хиџре (миграције) у Медину 622. године. Патроним Абу Ајуб, значи отац (абу) Ајуба. Абу Ајуб је умро од дизентерије током Прве арапске опсаде Цариграда.
Када је Мухамед стигао у Медину, сви становници града су се понудили да га сместе. Речено је да је одлучио да дозволи својој камили да хода и изабрао да остане тамо где је ходала његова камила. Камила се зауставила у кући Абу Ајуба ел Ансарија, члана племена Бани Ан Наџара, који су сматрани најбољим племенима Медине. Мада је Абу Ајуб Ел Ансари припремао оброке само за Мухамеда и Абубакра, Мухамед је упутио поруку да сви у сусједству буду позвани да учествују у оброку. На свеукупно изненађење и задовољство, сви од око 180 људи који су дошли, били су у могућности да једу до миле воље. То се сматрало чудом.
Вакиф од Ел Масџид ан Набавија: Земља Ел Масџид Набавија припадала је двоје младих сирочади, Сахалу и Сухајлу, и када су сазнали да је Мухамед желео да стекне њихову земљу у сврху подизања џамије; они су отишли до Посланика и понудили му земљу као дар, али је Посланик инсистирао на поправљању у плаћању цене за земљу управо зато што су били деца без родитеља. Коначно договорену куповну цену платио је Абу Ајуб ел Ансари, који је тако постао واقف (вакиф, или творац задужбина или мртвачнице; донатор) Ел Масџид ан Набави у име или у корист Мухамеда.
Након муслиманског освајања Египта, Абу Ајуб се преселио и живео у кући у Фустату, у близини џамије Амр бин Аласа која је довршена 642. године. укључујући личности као Зубајр ибн ел Авам , Убајда, Абу Дар, Абдулах ибн Омар и Абдулах ибн Амр бин Алас.
Он је такође водио истакнуту војну каријеру, о којој је речено: "Он се није држао даље од било какве борбе у којој су се муслимани ангажовали од времена Мухамеда до времена Муавије, осим ако није био у исто време ангажован у другој бици која се води негде другде. "

## Последња војна кампања
У хадису у Китал-е Риму, поглављу Сахих муслимана, Мухамед је пророковао да ће прва војска која ће освојити Цариград ући у Рај.
Мухамед ибн Џарир ел Табари бележи бројне упаде против Византијског царства у периоду од А. Х (година од хиџре) 49. (9/2/669 - 28/1/670). Иако је Абу Ајуб тада био старац, то га није одвратило од учешћа. Убрзо након борбе, забележено је да се разболео и морао да се повуче. Шеф војног особља Јазид ибн е Муавија је питао: "Треба ли вам нешто, Абу Ајубе? " На то је Абу Ајуб одговорио: "Пренесите моје селаме (исламски поздрав и опроштај) муслиманским војскама и реците им:" Абу Ајуб вас позива да продрите дубоко у непријатељску територију, колико год можете; и да га носиш са собом, и да ме треба закопати под твојим ногама на зидовима Цариграда. " Након тога је умро. Јазид је наредио муслиманској војсци да испуни његов захтев и потиснуо непријатељске снаге док нису стигли до зидина Цариграда где је Абу Ајуб напокон покопан.
О овој бици, Аслам ибн Имран приповеда да је, док су се борили против Византинаца, муслимански војник продирао дубоко у редове непријатеља. Људи су узвикивали: "Субхан Алах! Он је сам допринео сопственом уништењу."Абу Ајуб ел Ансари је устао и одговорио:" О људи! Ово тумачење дајете овом стиху, док је оно откривено у вези са нама Ансар. Када је Алах заиста дао част исламу и његове пристлице постали су многи, након чега су неки од нас потајно говорили једни другима ... "Наше богатство је исцрпљено, а Алах је дао част исламу и његови присталице постали су многи, останите усред нашег богатства и измислите оно што је било исцрпљено. ' Након тога, Алах је објавио Мухаммеду, "И проведајте на путу Божјем (في سبيل الله), и не доприносите свом уништењу" ... одбацујући оно што смо рекли. Дакле, уништење лежи у томе да останемо уз наше богатство и да га преправимо и напуштамо борбу. "

## Завршно одмориште
“Изграђен од белог мермера Мехмеда II, Освајача, 1459. године, уз турбех Абу Еиуба Енсарија, легендарног носиоца пророка, чији је гроб овдје откривен у визији неколико дана након освајања…”

Бидекеров Медитеран, морске луке и морски путеви: Приручник за путнике, 1911
После освајања Константинопоља од стране отоманских Турака, подигнут је гроб изнад гроба Абу Ајуба и џамије подигнуте у његову част. Од тог тренутка, подручје које је сада познато као локалитет Ејуп постало је свето и многи отомански званичници затражили су сахрану у близини Абу Ајуба.

## Неки хадис о којима ке приповедао Абу Ајуб
Абу Ајуб ел Ансари заслужан је за приповедање многих изрека Мухамеда. Добро познати примери:
- Аллахов апостол је рекао: "Није допуштено да мушкарац напусти брата муслимана више од три ноћи. (Незаконито је ни то) кад се сретну, треба се да окрену од другог, а други се да окрене и сам суочити се с првим, а најбољи од њих је онај који први нуди поздрав [за мир].[8]
- Абу Ајуб ел Ансари приповеда да је у ноћи Мираџ Мухамеда прошао поред Ибрахима (Аврама). Ибрахим је питао: "О Џибрел, ко је с тобом?" Џибрел је одговорио: "Мухамед." Ибрахим му је рекао: "Нареди свом умету да обилује стабла раја, јер је земља раја плодна и равница је пространа." Питали су га: "Која су стабла раја?" Он је одговорио: "Ла хавла ва ла кувата ила билах (арапски" لا حول ولاقوة لا بالله ".)"[9]